# 阿普哈拉 (托利馬省)
阿普哈拉是哥倫比亞的城鎮，位於該國中西部，由托利馬省負責管轄，始建於1768年4月7日，面積517平方公里，海拔高度2,971米，主要經濟活動是農業，2005年人口5,098。
3°25′N 74°55′W / 3.417°N 74.917°W